# Male Mune
Male Mune (italsky: Mune Piccolo) jsou vesnice v Přímořsko-gorskokotarské župě, v západní části Chorvatska. Administrativně náleží k okresu Matulji. 
Podle sčítání lidu z roku 2011 žije ve vesnici 103 obyvatel.

## Poloha
Východně od vesnice se nachází Vele Mune, jihovýchodně vesnice Žerjane, severovýchodně na chorvatské straně Pasjak a za hranicí ve Slovinsku vesnice Starod, severně na hranici se Slovinskem je vesnice Račice a jihozápadně jsou vesnice Račja Vas a Lanišće. 

## Demografie
| Rok            | 1857 | 1869 | 1880 | 1890 | 1900 | 1910 | 1921 | 1931 | 1948 | 1953 | 1961 | 1971 | 1981 | 1991 | 2001 | 2011 |
| -------------- | ---- | ---- | ---- | ---- | ---- | ---- | ---- | ---- | ---- | ---- | ---- | ---- | ---- | ---- | ---- | ---- |
| Počet obyvatel | 462  | 513  | 483  | 504  | 529  | 497  | 515  | 460  | 418  | 359  | 276  | 238  | 180  | 123  | 131  | 103  |